# Micnefet

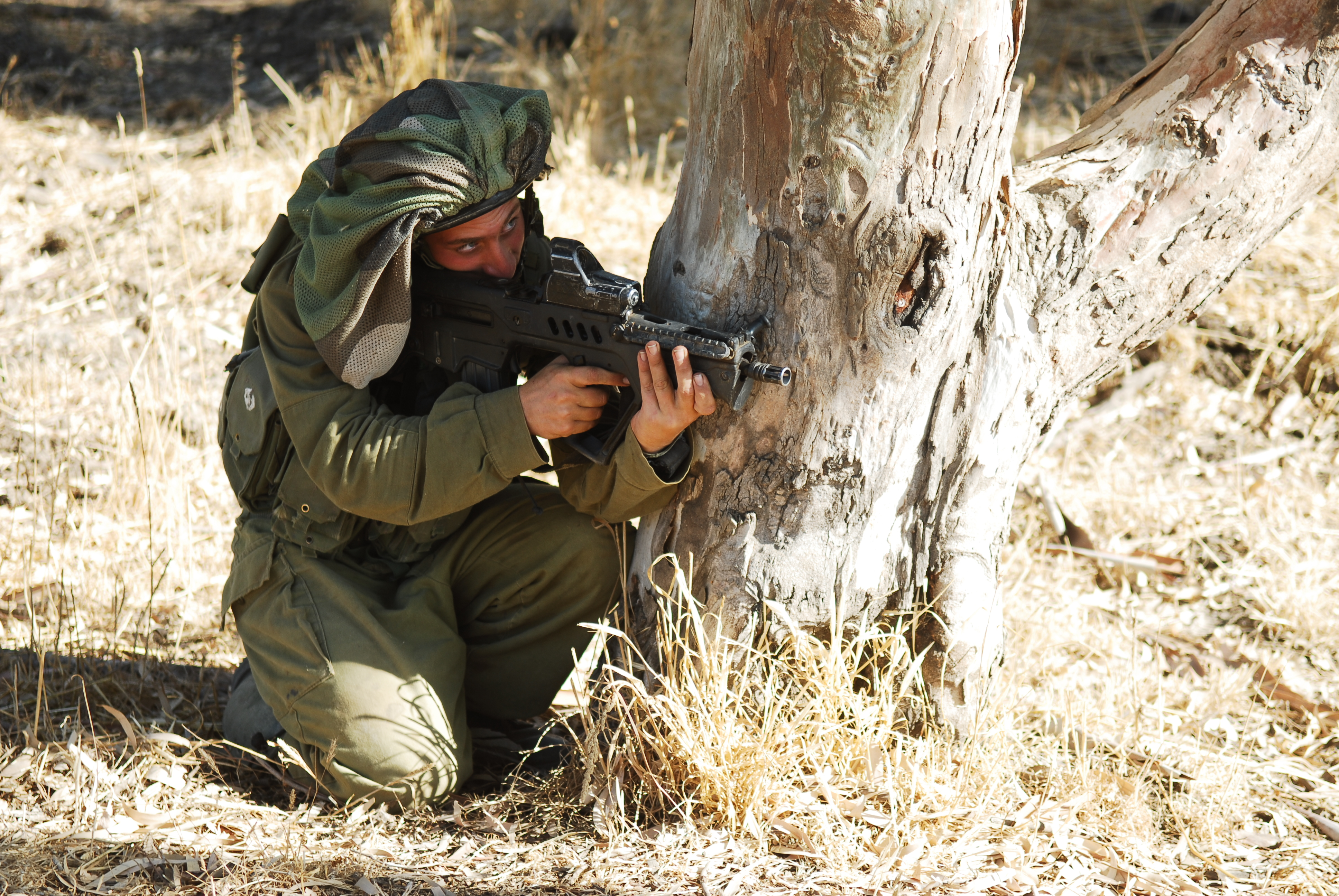
Micnefetet viselő izraeli katona

A micnefet (héberül: מִצְנֶפֶת) az Izraeli Védelmi Erők által használt, a sisakra borított nejlonháló. Mérete jóval nagyobb, mint maga a sisak. Alkalmazásának fő célja, hogy megtörje a sisakos emberi fej egyébként jellegzetes körvonalait, megakadályozza a fény, az UV-, sőt a lézersugár visszaverődését a sisakról és színével ill. mintázatával javítsa az álcázóképességet.

## Története

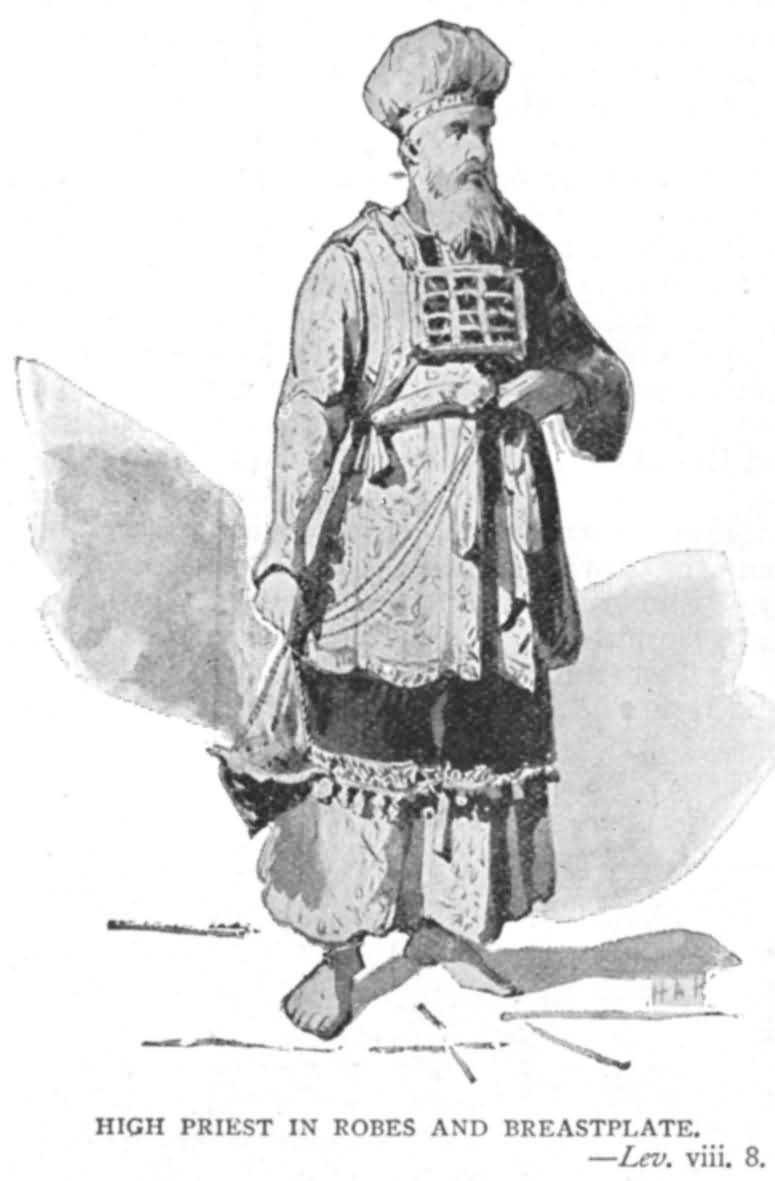
Jeruzsálemi főpap

A héber micnefet szó egy sémi gyökből származik, aminek jelentése: beburkol. Ehhez némileg hasonló, ugyanezen a néven említett turbánszerű fejfedőt viseltek a jeruzsálemi Második Templom idején (i. e. 516-tól i. sz. 70-ig) a főpapok. A micnefethez hasonló fejdíszeket viselnek a palesztin  Hamász mozgalom katonai szárnyánál is különböző nyilvános rendezvényeken, azonban ők általában fejfedőként használják azt, nem pedig sisakfedőként, és megjelenésükben is vannak különbségek. Az izraeli hadsereg 1994-ben kezdte el használni ezt az álcázó eszközt a libanoni Hezbollah ellen harcoló izraeli csapatoknál, a dél-libanoni konfliktusban, és azóta is a katonák felszereléséhez tartozik. Bár más hadseregekben nem használatos, mégis 2015-ben az ukrán hadsereg is kapott micnefeteket kipróbálásra. Amikor Oroszország elfoglalta a Krím félszigetet, több külföldi állam, köztük Izrael is nyújtott katonai segítséget Ukrajnának, főként egyenruhák, felszerelések és egyéb vagyontárgyak formájában. Ezek között voltak micnefetek is, de láthatólag az ukrán katonák nem használják ezeket.

## Felépítése
A micnefet hálós szerkezetű kelméből, kifordíthatóan készül. Anyaga nejlon. Egyik oldala álcázó barna színezéssel a sivatagi környezethez igazodik, a másik oldala pedig az erdei terephez igazodó mintázatú. Könnyű (mintegy 130 g), szükség esetén a sisakhoz rögzíthető, de könnyen levehető és akár sisak nélkül is hordható közvetlenül a fejen, összehajtogatva tárolható. A borítás nagy része lehúzható, hogy árnyékolja és védje viselője fejének bármelyik oldalát a közvetlen napfénytől. Hálós szerkezete lehetővé teszi a levegő ki-beáramlását (szellőzőképes).